# لیکشایر (میزوری)
لیکشایر (به انگلیسی: Lakeshire) یک شهر در ایالات متحده آمریکا است که در شهرستان سنت لوئیس، میزوری واقع شده‌است. لیکشایر ۰٫۵۴ کیلومتر مربع مساحت و ۱٬۴۳۲ نفر جمعیت دارد و ۱۷۳ متر بالاتر از سطح دریا قرار دارد.